# Escudo de Palos de la Frontera
Los Símbolos de Palos de la Frontera, son el emblema representativo de este municipio que pertenece a la Provincia de Huelva, en la comunidad autónoma de Andalucía, en el Reino de España. La imagen de estos símbolos están representados por el escudo de armas y la bandera municipal.

## Escudo
El escudo de Palos de la Frontera es el símbolo institucional distintivo de la ciudad, que es usado tanto en labras heráldicas que adornan los distintos edificios públicos, como en la bandera municipal o en alguno de los tapices que adornan la balconada del ayuntamiento durante las fiestas locales. Aunque el escudo no está oficializado por la Junta de Andalucía, el ayuntamiento viene usándolo desde 1968 como sello para validar sus documentos oficiales.

### Heráldica
Es escudo tiene la siguiente descripción heráldica: 

"Escudo español. De azur, dos carabelas al centro y en punta una nao en sus colores naturales, todo ello en el mar sobre ondas de plata y movientes de los flancos dos mitades del mundo, también en su color natural. Bordura de oro con cuatro corazones de gules y cuatro áncoras de sable alternados. Se presenta cargado sobre un campo de pergamino de plata, al pie del mismo cinta flotante con la leyenda: "CUNA DEL DESCUBRIMIENTO", por timbre corona real abierta."

El escudo, dentro de la heráldica municipal, se encuadra en el denominado grupo de armas tropológicas y dentro de éste a la subdivisión de armas evocativas ya que los elementos heráldicos recuerdan el acontecimiento histórico protagonizado por los navegantes de Palos de la Frontera, el Descubrimiento de América.
Las tres naves en medio del mar representan a los tres barcos usados por Cristóbal Colón y los Pinzón en el Descubrimiento, las carabelas la Pinta y la Niña, y la nao la Santa María. Las dos mitades del mundo son la representación del Viejo y el Nuevo Mundo. Las ácoras y corazones alternados recuerdan el pasado marinero de la localidad, ya que sus habitantes participaron valerosamente con sus naves en diversas campañas y guerras en favor de la corona española.

## Bandera
La bandera de Palos de la Frontera es la bandera actualmente oficial de Palos de la Frontera.

### Blasonamiento
Tres franjas paralelas entre sí y perpendiculares al asta, de igual dimensión. La primera amarilla, la segunda blanca y la tercera azul. El escudo de armas local aparece centrado y sobrepuesto.